# Guerra É Guerra
Guerra É Guerra (em inglês:  This Means War) é um filme estadunidense de 2012, gêneros comédia romântica e espionagem, dirigido por McG e estrelado por Reese Witherspoon, Chris Pine e Tom Hardy como vítimas de um triângulo amoroso em que dois agentes da CIA, que são amigos desde a infância  descobrem que estão namorando a mesma mulher (Witherspoon).

## Sinopse
FDR (Chris Pine) e Tuck (Tom Hardy) são dois agentes da CIA, unidos por um profundo vínculo de amizade desde a infância. Surge, para romper com essa amizade, no entanto, a encantadora Lauren Scott (Reese Witherspoon), que, indecisa em escolher entre os dois, inicia um relacionamento amoroso com ambos. Os dois amigos passarão a lutar pela garota, mas ao mesmo tempo, terão que deter um bandido profissional para que este não mate eles e a namorada deles.

## Elenco
- Reese Witherspoon como Lauren Scott, uma executiva de produto-teste e do interesse amoroso de FDR e Tuck
- Chris Pine como Franklin Delano Roosevelt "FDR" Foster, um mulherengo que se apaixona por Lauren
- Tom Hardy como Tuck Henson, um pai solteiro divorciado, que também se apaixona por Lauren, levando a trama do filme
- Til Schweiger como Heinrich, um criminoso alemão internacional e o antagonista principal que quer se vingar de FDR e Tuck
- Chelsea Handler como Trish, a melhor amiga de Lauren, que a encoraja a continuar vendo homens
- John Paul Ruttan como Joe Henson, filho de Tuck
- Abigail Spencer como Katie, ex-esposa de Tuck
- Angela Bassett como Collins, Chefe de FDR e Tuck
- Rosemary Harris como Nana Foster, avó de FDR
- George Touliatos como Foster, avô de FDR
- Warren Christie como Steve, ex-namorado de Lauren
- Leela Savasta como Kelly, noiva de Steve
- Natassia Malthe como Xenia
- Laura Vandervoort como Britta
- Jenny Slate como Emily
- Mike Dopud como Ivan, Sócio de Heinrich

## Produção
De acordo com a Entertainment Weekly, "o roteiro inicial remonta [...] pelo menos cerca de uma década," com Bradley Cooper, Seth Rogen, e Sam Worthington supostamente recusar o papel principal. Voltando ainda mais longe, Martin Lawrence e Chris Rock também se recusou a parte. Roteirista Larry Doyle afirmou ter lido o roteiro em 1998, e que no projecto os protagonistas foram os designers de jogos de vídeo com acesso a mísseis guiados.
A fotografia principal ocorreu em Vancouver a partir de 13 setembro a 1 dezembro de 2010.

## Lançamento
This Means War foi previamente agendado para ser lançado no dia 14 de fevereiro, mas a 20th Century Fox adiou a sua inauguração a 17 de fevereiro de 2012, a fim de "evitar uma confrontação direta com" a produção da Screen Gems The Vow, que tinha ficado na "expectativa de dominar" nas bilheterias no Dia dos Namorados. Em vez disso, ele foi apresentado numa terça-feira entre 2,000 e 2,500 locais em todo o país". Em seu primeiro fim de semana terminou em 19 de fevereiro, estreou em #5 atrás de Safe House, The Vow, Ghost Rider: Spirit of Vengeance, e Journey 2: The Mysterious Island, com $17.4 milhões de dólares a partir de 3,189 locais. O fim de semana seguinte, caiu para #7 atrás dos recém-chegados Act of Valor e Good Deeds de Tyler Perry, com $8.4 milhões. Após 17 semanas de corrida teatral, ganhou $54,760,791  $101,730,488 no mercado interno e no exterior para um total mundial de $156,491,279.
O filme foi lançado em DVD e Blu-ray disc em 22 de maio de 2012 e uma classificação de PG-13.